# Contea di Celano
La contea di Celano fu un dominio feudale costituito nella seconda metà del XII secolo quando fu scorporata dalla contea dei Marsi. Il primo conte di Celano fu Rainaldo, fratello di Berardo.

## Storia

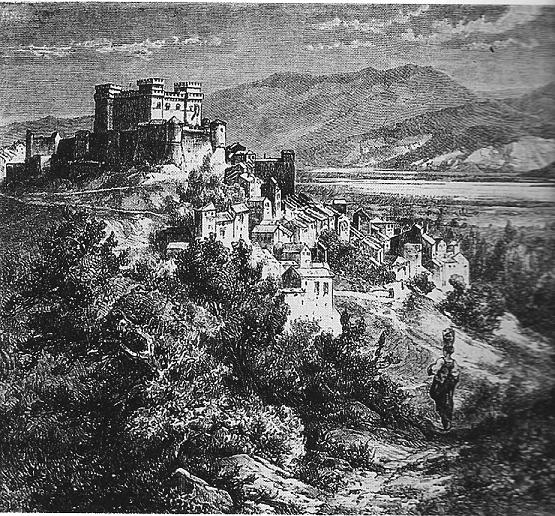
Raffigurazione ottocentesca del castello di Celano e del lago Fucino

La gastaldia longobarda dei Marsi, soggetta al ducato di Spoleto, fu elevata a contea dei Marsi e dotata di autonomia amministrativa dall'imperatore Lotario I, sovrano del Regno d'Italia medievale, nel corso del IX secolo. La contea marsicana, inizialmente fu governata dai funzionari franco-longobardi. Successivamente fu nominato conte Berardo "il Francisco", capostipite della nobile famiglia dei Berardi e, come attestato da vari studiosi, pronipote diretto dell'imperatore Carlo Magno.
Il dominio feudale si sviluppò ulteriormente nel X secolo grazie all'unione del già ampio contado marsicano con altri centri limitrofi. Nel 1025 la sede comitale fu spostata a Celano da uno dei successori della casata Berardi.
Con il predominio dei Normanni nell'Italia meridionale, Ruggero II di Sicilia divise la contea dei Marsi in tre settori: 
- la contea di Carsoli venne data ad Oderisio Berardi;
- la contea di Albe a Berardo, figlio del conte dei Marsi Crescenzio;
- la contea di Celano a Rainaldo, fratello di Berardo.

Rainaldo fece diventare nel 1143 quella di Celano la più grande contea presente sul territorio marsicano, inglobando i territori di Cocullo, Goriano Sicoli, Goriano Valli e Molina Aterno. Il conte inoltre cercò di far divenire Celano, capoluogo della contea, sede della diocesi dei Marsi ma non ci riuscì per intervento di Papa Eugenio III. Nel 1212 alla morte del conte Pietro da Celano, la contea passò prima al figlio primogenito Riccardo e quindi alla morte di questi (1221) a Tommaso, fratello di Riccardo.
Tommaso, il più potente feudatario del regno siciliano, mirò a continuare la politica paterna di ricreare uno stato indipendente tra Papato e Regno di Sicilia. Per fare ciò si sposò nel 1213 con Giuditta di Molise divenendo conte del Molise che si aggiunse alla contea albense, che già aveva. Poco dopo sfidò il fratello in combattimento e ciò gli assicurò alla fine anche la contea di Celano, che però non poté ancora ereditare vista la presenza di Riccardo che comunque mantenne un suo ruolo attivo a Celano.
Nel 1220 Federico II diventò ufficialmente imperatore e pretese che tutti i baroni si sottomettano, lo fanno tutti tranne Tommaso. Successivamente a causa dell'opposizione di costui, l'imperatore Federico II, mosse guerra a Tommaso. La guerra tra i due durò tre anni dal 1220 al 1223 e coinvolse tutta la Marsica, che tra tanti patimenti alla fine vide la vittoria di Federico II su Tommaso.
Federico tuttavia pur accordandosi con Tommaso per costringerlo ad andarsene si vendicò della popolazione locale per aver sostenuto Tommaso. Celano venne distrutta nel 1223 e gli abitanti furono costretti all'esilio.
Successivamente, per intercessione papale, Celano fu ricostruita in un nuovo situato più in basso sul colle San Flaviano. Agli abitanti fu permesso di far ritorno. Poi con la morte di Federico II, e dopo un breve periodo di regno di Federico di Antiochia tra il 1252 e il 1253, Celano tornò al conte Ruggerone, ovvero ai Berardi, fino al 1282; per breve tempo fu concessa nel 1287 a Raimondo d'Artus, consanguineo di Carlo I d'Angiò, per tornare poi nelle mani della dinastia dei conti di Celano che la tennero per tutto il XIV secolo.
Nel 1383 Carlo III di Durazzo, re di Napoli e Sicilia, dispose la successione della contea di Celano in favore delle persone di Ruggero, Berardo ed altri della famiglia dei conti di Celano.
Sin dal 1418 a seguito della morte del conte Nicola, per volontà di papa Martino V la contea fu posta sotto la protezione della famiglia Colonna e fatta assegnare ai suoi fratelli Lorenzo ed Onofrio e alla morte di questo a Giordano, quindi nel 1423 al figlio di Lorenzo, Odoardo, promesso sposo dell'ultima erede dei conti di Celano, Jacovella, che nel 1422 era stata nominata erede universale dal fratello Pietro, emanando nel contempo una bolla che sottraeva la contea dall'autorità dei sovrani e ufficiali del regno. Con la morte di Giovanna II e del pontefice, Jacovella riprese la contea per portarla in dote nel 1439 a Jacopo Caldora e poi nel 1440 a Lionello Accrocciamuro fino al 1458, sotto il controllo degli Aragonesi.

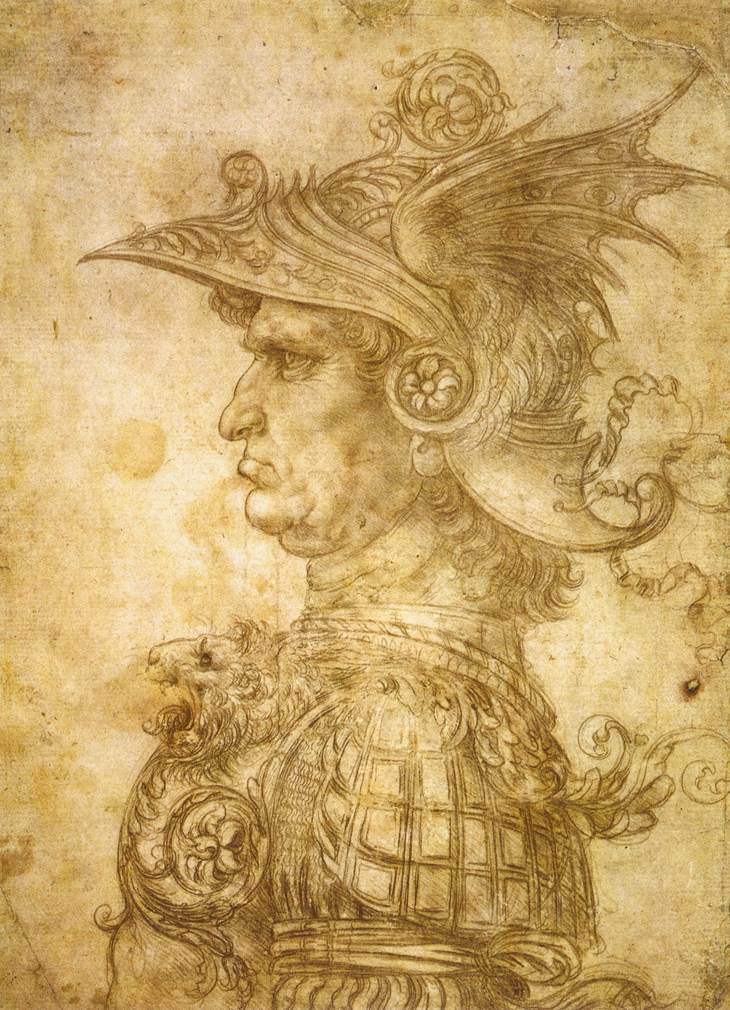
Jacopo Caldora

Scomparsi gli ultimi discendenti dell'antico casato dei conti Berardi di Celano e con la sconfitta di Ruggero Accrocciamuro, figlio di Lionello e Jacovella, nel 1463 la contea veniva concessa ad Antonio Maria Piccolomini Todeschini, che aggiunse anche il cognome d'Aragona per aver sposato Maria, figlia naturale del sovrano aragonese e ai cui eredi rimase fino al 1591, quando la vendettero ai Peretti, pur mantenendone ancora il titolo applicato sul feudo di Scafati. Pervenne poi per matrimonio ai Savelli ed infine ai duchi Sforza-Cesarini fino al 1816. Gli ultimi proprietari del castello furono nel 1892 i baroni Tomassetti.

### Sviluppo economico

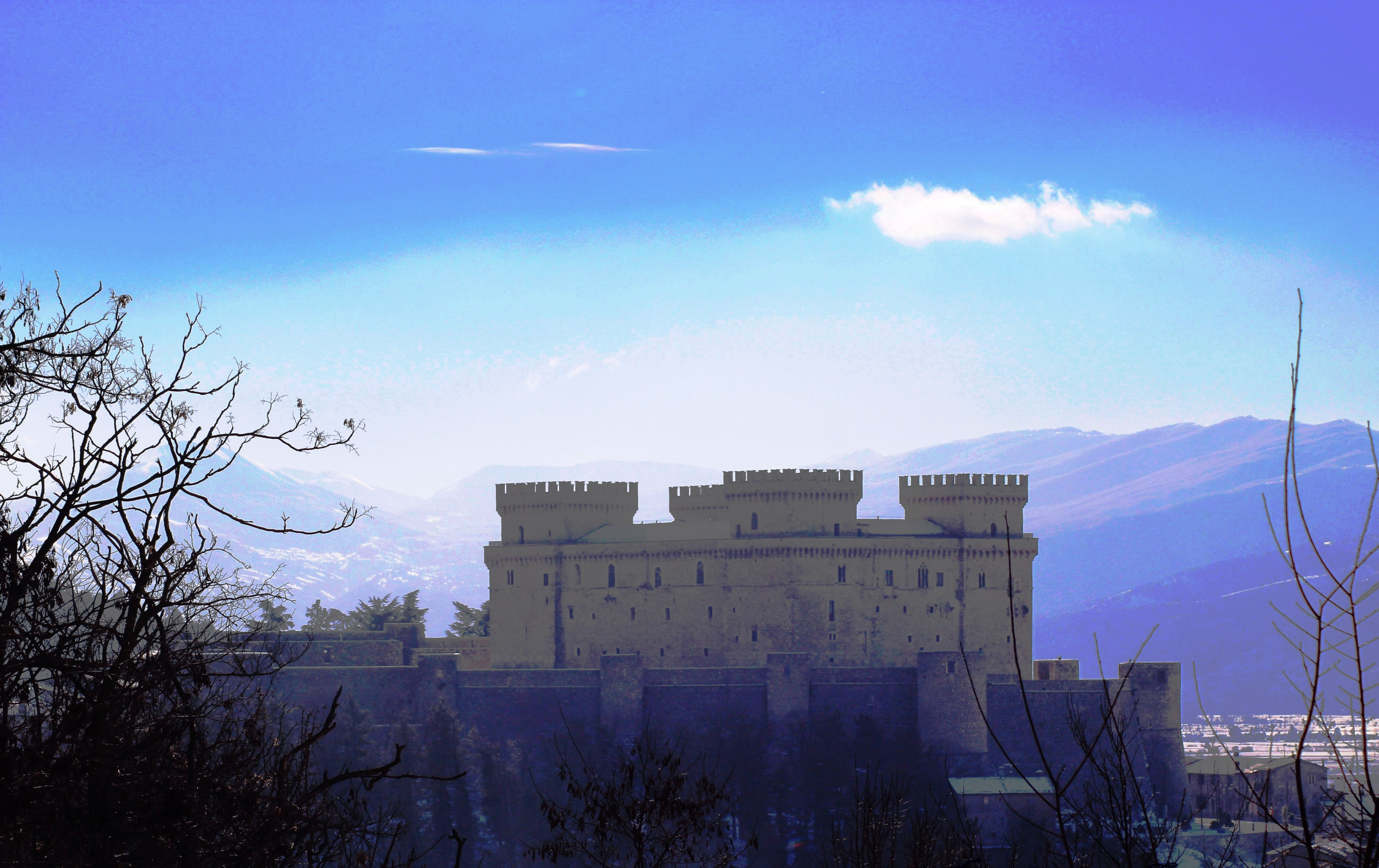
Il castello di Celano

La contea di Celano si sviluppò attorno al X secolo grazie all'unione del contado marsicano con altri centri limitrofi. Nella Marsica San Francesco d'Assisi diffuse il suo ordine dei minori. La sua prima presenza nel territorio risulterebbe nell'inverno tra il 1215 e il 1216, quando soggiornò nella vicina San Benedetto dei Marsi dove dormiva, insieme con i poveri, in una località chiamata "Luogo" (in dialetto "i loche"), nei pressi dell'anfiteatro romano. Un successivo viaggio nella Marsica, a Pescina, Celano e San Benedetto dei Marsi, ci sarebbe stato con ogni probabilità tra il 1219 ed il 1222. Secondo quanto avrebbe riportato il suo primo biografo Tommaso da Celano e, in seguito, Bonaventura da Bagnoregio che riscrisse la biografia, San Francesco avrebbe guarito, operando un miracolo, un cavaliere che lo ospitò nel palazzo celanese di sua proprietà. Mentre nel 1225, nella vicina Pescina, San Francesco fondò il convento accanto alla contemporanea chiesa di Sant'Antonio di Padova.
Sotto il dominio di Lionello Accrocciamuro fu "regolarizzato" dagli Aragonesi il Regio Tratturo Celano-Foggia e venne potenziata una delle più frequentate vie pastorali della transumanza tanto da farla divenire nel XIV secolo un cardine dell'economia celanese. L'Accrocciamuro e la contessa Jacovella, ultima erede dei conti di Celano, portarono a compimento importanti opere: completamento del secondo piano del mastio e dei tre torrioni del castello Piccolomini e la costruzione della chiesa di San Francesco oltre a numerosi altri interventi artistici nelle chiese celanesi.
Questa contea, come tutte le altre contee, venne di fatto abolita nel 1806, anno dell'eversione della feudalità. Negli anni successivi, in seguito al prosciugamento del lago Fucino, concluso nel 1878 ad opera del banchiere Alessandro Raffaele Torlonia, la città di Avezzano, allora di circa 13.000 abitanti e già capoluogo prima del distretto e poi del circondario, divenne a tutti gli effetti il nuovo centro di riferimento politico-amministrativo del territorio della Marsica.

## Territorio della contea
L'ampio territorio della contea celanese incluse tra il XII e il XIX secolo diversi centri come Aielli, Balsorano, Bisegna, Castel di Ieri, Castronovo, Celano, Cerchio, Cocullo, Collarmele, Collelongo, Gagliano Aterno, Gioia, Goriano Sicoli, Lecce, Molina, Morrea, Ortucchio, Ovindoli, Pescasseroli, Pescina, Rocca di Mezzo, Rovere, San Benedetto dei Marsi, San Giovanni, San Potito, Santa Jona, Torre di Sperone, Venere e Villavallelonga.